# Клан Баннермэн
Баннермэн — один из кланов равнинной части Шотландии.

## История клана

### Происхождение
Название клана хранит память о его предках — королевских знаменосцах (англ. bannerman). Неизвестно, когда именно членам клана была дарована привилегия нести королевский штандарт. Вероятно это произошло во времена царствования Малкольма III или Александра I, то есть в XI или начале XII веков.
Предание гласит, что, преследуя мятежников, король оказался на реке Спей. Вражеская армия стояла на другом её берегу и была надежно защищена бурным речным потоком. Приближенные короля советовали подождать с нападением, пока вода не спадет, однако тот, разгневанный видом врага, не сдержался и решительно направил коня в воду. Один из воинов, сэр Александр Каррон, в поддержку своего господина развернул королевский стяг и последовал за королём, а вслед за Александром поскакали и другие воины, воодушевленные его примером. Мятежники были разбиты, а Каррона король наградил за проявленную храбрость, сделав его королевским знаменосцем. Эта привилегированная должность до сих пор сохраняется за его потомками, которые на торжественных церемониях несут королевское знамя.
В июне 1367 года король Давид II даровал Дональду Баннермэну земли в Клинтрисе, Уотертоне и Велтоне (Абердиншир). В благодарность за это члены клана обязались построить часовню, где проводились бы еженедельные службы об упокоении души отца Давида II, короля Роберта Брюса. В 1370 году Баннермэны получили от аббата Кинлосса право владения землями к западу от Абердина.

### XVI—XVII века
В конце XVI века Баннермэны оказались замешаны в клановой вражде между Гордонами и Форбсами, будучи на стороне последних. Но в 1608 году Маргарет Баннермэн вышла замуж за Джорджа Гордона, сына сэра Джона Гордона, верного сторонника короля (впоследствии он был казнен ковенантерами). Брат Маргарет, Александр, также поддерживал короля Карла I и его политику относительно преобразования пресвитерианской церкви. Во время Гражданской войны он лишился почти всех своих владений. В 1644 году между Александром и его зятем, Джорджом Гордоном, состоялась дуэль, во время которой Гордон был ранен. Фамильные владения вернулись к Баннермэнам во времена короля Карла II, а 28 декабря 1682 года старшему сыну Александра, которого тоже звали Александр, королевским указом был дарован титул баронета Новой Шотландии — это была награда за верность клана королю во время Гражданской войны.

### XVIII—XIX века
Младший сын Александра, Патрик, был сторонником восстановления дома Стюартов на британском престоле и участвовал в восстании якобитов 1715 году в поддержку Якова III, так называемого Старого претендента. Будучи провостом Абердина, Патрик Баннермэн направил Якову заверения в верности города Стюартам, за что королевской властью был возведен в рыцари. После подавления восстания Патрик был арестован, но сумел бежать во Францию. Баннермэны поддерживали не только Якова III, но и были на стороне его сына, Молодого претендента — Чарльза Эдуарда Стюарта. Сэр Александр Баннермэн, сын 2-го баронета, 16 апреля 1746 года сражался под его предводительством в битве при Куллодене, в которой шотландцы потерпели от англичан сокрушительное поражение. Александру с трудом удалось избежать возмездия за поддержку якобитов и бежать во Францию.
Его родственнику, сэру Александру Баннермэну, 4-му баронету, которого также подозревали в помощи якобитам, пришлось под давлением властей продать свои земли в Элсике. Эти владения выкупил в 1851 году сэр Александр Баннермэн, член парламента от Абердина (с 1832 по 1840 годы) и впоследствии губернатор Багамских островов. Позже земли клана в Элсике перешли через брак единственной дочери Александра графам Карнеги.

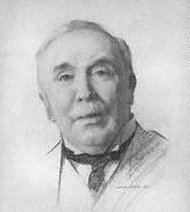
Сэр Генри Кэмпбелл Баннермэн

Сэр Генри Кэмпбелл Баннермэн (сын Джеймса Кэмпбелла и Джанет Баннермэн) был важной фигурой на политической сцене Великобритании во второй половине XIX века. Близкий друг короля Эдуарда VII, на протяжении своей политической карьеры он занимал ключевые посты в правительстве — служил финансовым секретарем в военном министерстве, министром по делам Ирландии и военным министром.

### Новейшее время
Сэр Артур Баннермэн, 12-й баронет, состоял на военной службе в Индии, а с 1921 по 1928 год был советником министра по делам Индии. Также он занимал почетную должность Черного Жезла — герольдмейстера палаты лордов во времена Георга V, Эдуарда VIII и Георга VI. В 1928 году Артур Баннермэн был награждён орденом Британской империи в ранге командора.
Джон Баннермэн (умер в 1969 году) был одним из величайших в Шотландии игроков в регби. За время своей спортивной карьеры он стал обладателем тридцати девяти кубков. Также он активно выступал за возрождение гэльского языка и национальной идеи в Шотландии. В 1967 году он был возведен в ранг пожизненного пэра Килдонана. 13-й баронет служил в горском полку Cameron Highlanders, а также увлекался изучением языков и был переводчиком с русского.
Его сын, Дэвид Гордон Баннермэн, 15-й баронет, в настоящее время является вождем клана. Сэр Дэвид получил образование в школе Гордонстун и Нью-колледже Оксфорда. Он живёт в Суффолке со своей женой леди Мэри Пруденс Баннерман (урожденная Арда Вальтер)и имеет четверых детей: Клэр (род. 1961), Марго (род. 1962), Арабелла (род. 1965) и Клода (род. 1975) и семь внуков Констанс, Александр, Гектор, Мило, Руби и Эви.

## Баронеты Баннермэн
28 декабря 1682 года Александр Баннермэн получил наследственный титул баронета Новой Шотландии.
- Александр Баннермэн, 1-й баронет (1682—1711)
- Александр Баннермэн, 2-й баронет (1711—1742)
- Александр Баннермэн, 3-й баронет (1742—1747)
- Александр Баннермэн, 4-й баронет (1747—1770)
- Эдуард Троттер Баннермэн, 5-й баронет (1770—1796)
- Александр Баннермэн, 6-й баронет (1796—1813)
- Александр Баннермэн, 7-й баронет (1813—1840)
- Чарльз Баннермэн, 8-й баронет (1840—1851)
- Александр Баннермэн, 9-й баронет (1851—1877)
- Джордж Баннермэн, 10-й баронет (1877—1901)
- Джордж Баннермэн, 11-й баронет (1901—1934)
- Артур Д`Арси Гордон Баннермэн, 12-й баронет (1934—1955)
- Дональд Артур Гордон Баннермэн, 13-й баронет (1955—1989)
- Александр Патрик Баннермэн, 14-й баронет (1989)
- Дэвид Гордон Баннермэн, 15-й баронет (с 1989)